# فيليكس خورخي
فيليكس خورخي هو لاعب كرة قاعدة دومينيكاني، ولد في 2 يناير 1994 في سانتياغو دي لوس كاباليروس في جمهورية الدومينيكان.

## وصلات خارجية
- فيليكس خورخي على موقعبيزبول رفرنس.كوم (الدوري الثانوي) (الإنجليزية)